# Городская партия

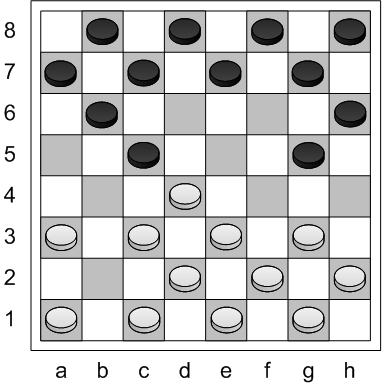
Городская партия. Рис.1

Городская партия — один из дебютов в русских шашках.

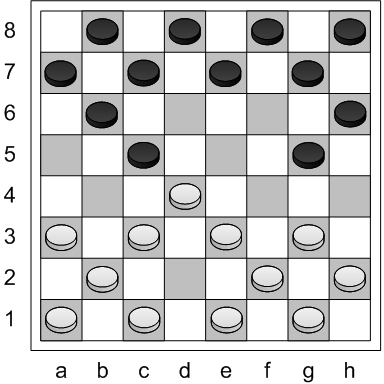
Городская партия. Рис.2

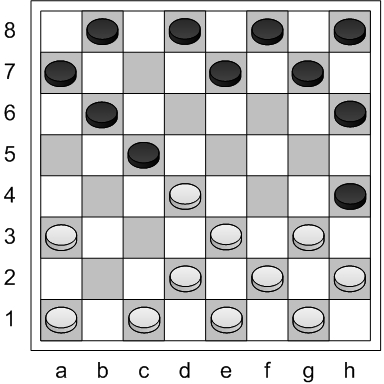
Городская партия. Рис.3

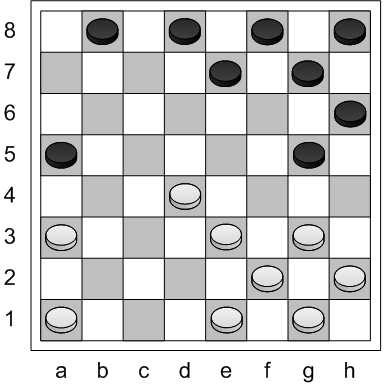
Городская партия. Рис.4

## История
Один из наиболее старинных и разработанных дебютов. Большой вклад в разработку этого дебюта, а также обратной городской партии, внесли московские игроки. Большинство игр проводилось в Китай-городе или, как раньше говорили, «городе». Отсюда и название дебюта.

## Варианты ходов
Дебют характеризуется следующими ходами: 1. cd4 dc5; 2. bc3 (или 2. dc3) fg5; 3. cb4(см. рис. 1, 2). После 3…gh4; 4. b:d6 e:c5 возникает главная позиция данного дебюта (см. рис. 3). У белых имеется три возможных продолжения, связанные с ходами 5. gf4, 5. ab2, 5. dc3. Идея белых здесь — занятие центра, а затем — проведение атаки на правом фланге противника. У чёрных игра строится на охвате (окружении) центральной позиции белых.

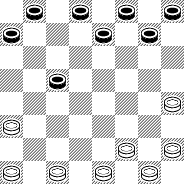
Табия дебюта Отказанная городская партия. Рис.5

Применяется и другая система розыгрыша, связанная с ходом 3…ba5 (см. рис. 4). Идеей возникшего размена также является окружение чёрными центра белых.
Основная система -  1. cd4 dc5 2. bc3 fg5 3. cb4 gh4 далее 4. bd6 ec5 
Система Е.Семенова возникает, если бить не 4...ес5, а 4...cc3 5.db4
Московская система — 1. cd4 dc5 2. bc3 fg5 3. cb4 gf6 далее 4. bd6 ec5
Разменная система — 1. cd4 dc5 2. bc3 fg5 3. cb4 ba5 

Теорией ранее выделено следующие самостоятельные варианты-дебюты:
Городская партия c 3…gf6: 1.cd4 dc5 2.bc3 fg5 3.cb4 gf6 4.b4:d6 e7:c5
Городская партия c 3…ba5: 1.cd4 dc5 2.bc3 fg5 3.cb4 ba5
Городская партия c 2.dc3: 1.cd4 dc5 2.dc3 fg5 3.cb4 gh4 4.bd6 cc3 5.bd4 ba5
Городская партия c 3.gf4: 1.cd4 dc5 2.bc3 fg5 3.gf4

Тот же дебют, но за чёрных, называется Обратная городская партия и разыгрывается почти зеркально
1. cb4 fe5; 2. ef4 gf6 (или 2…ef6); 3. ba5 fg5; 4. bc3  g:e3; 5. d:f4. Эту старинную схему также разработали московские игроки из Китай-города.

После ходов 1.cd4 dc5 2.dc3 fg5 белые могут отказаться от традиционной схемы и сыграть 3.gh4, перейдя на рельсы дебюта Отказанная городская партия. Далее следует 3… gf4 4.e:g5 h:f4 5.fg3 c:e3 6.g:e5 bc5 7.ed6 c:e5 8.cd4 e:c3 9.b:f2